# Албінецул-Векі
Албінецул-Векі (рум. Albinețul Vechi) — село у Фалештському районі Молдови. Адміністративний центр однойменної комуни, до складу якої також входять села Албінецул-Ноу, Редіул-де-Жос та Редіул-де-Сус.

## Населення
За даними перепису населення 2004 року у селі проживали 2183 особи.
Національний склад населення села:
| Національність       | Кількість осіб | Відсоток   |
| -------------------- | -------------- | ---------- |
| молдавани румуни     | 2085 7         | 95,5% 0,3% |
| українці             | 48             | 2,2%       |
| росіяни              | 4              | 0,2%       |
| інша / без відповіді | 39             | 1,8%       |
| Всього               | 2183           | 100%       |